# バイハッキ・カイザン
バイハッキ・カイザン（Baihakki Khaizan、1984年1月31日 - ）は元シンガポール代表の元サッカー選手である。現役時代のポジションはディフェンダー（センターバック）。

## 経歴
シャーリル・イシャクやハッサン・サニー、カイルル・アムリと同様、シャーリルは2000年にシンガポールサッカー協会の第一期生となった。その190cmに及ぶ身長と冷静さから注目され、2003年にゲイラン・ユナイテッドFCと契約、これがプロとしてのキャリアの始まりとなっている。
同国元代表のリム・トンハイの技術を学び、ヤング・ライオンズに移籍しキャプテンとなると、俊足を持ち味に頭角を現し、現在でもその当たりの強さと敵の前進を阻むアプローチで国内随一のセンターバックとして名を馳せている。
2007年のシーズンは国防省が兵役の為に自由な出場を拒否し、Sリーグでの活動機会を逃すところであったが、許可が下りた為に数ゲームの後に出場する事が出来た。しかし翌2008年にはこの問題が再燃し、再びゲイラン・ユナイテッドFCに移籍したものの、兵役によってキャリアが積めなかったため、始めの数ゲームを欠席した。

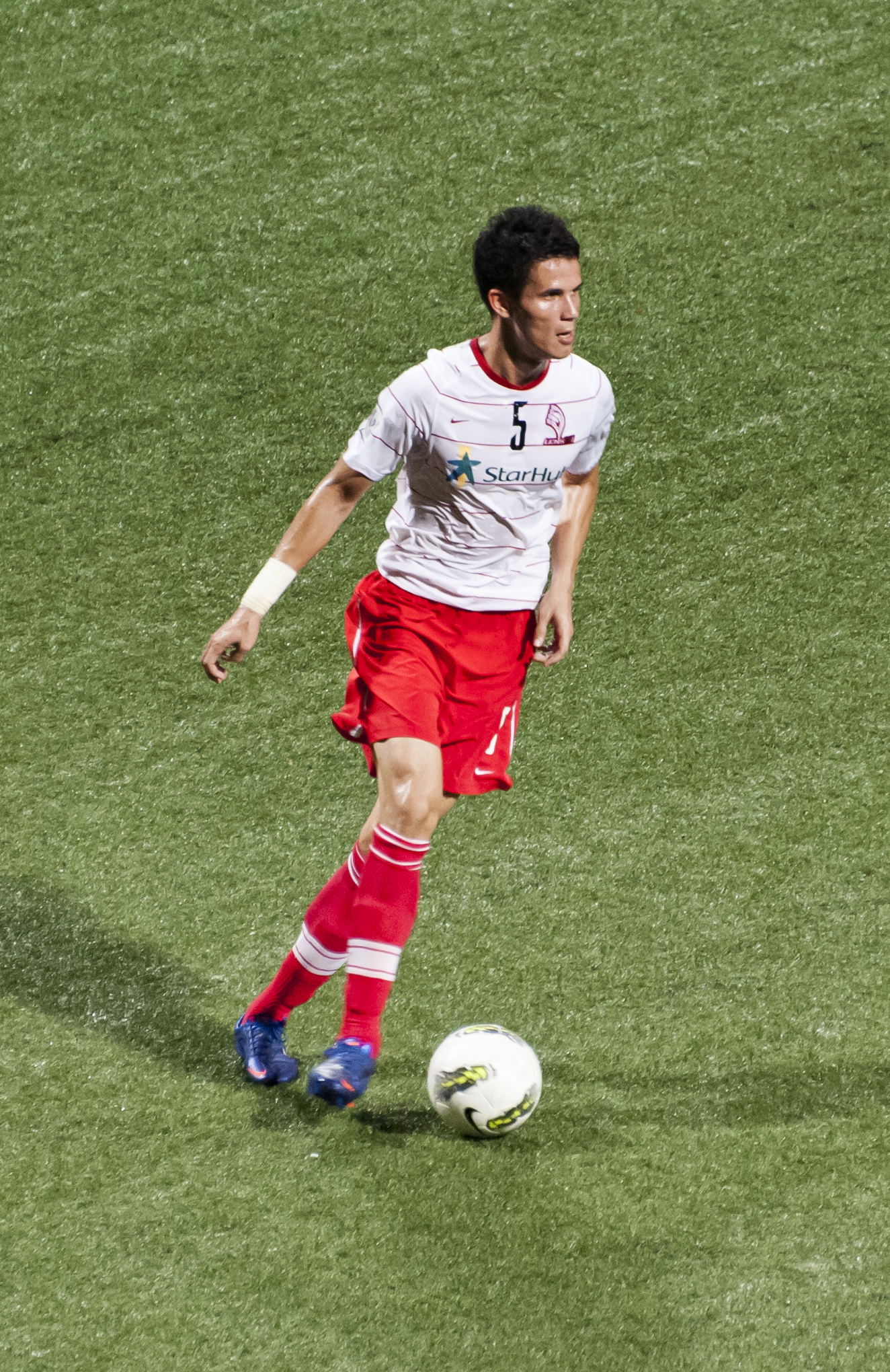
2012年、クアラルンプール戦のバイハッキ

その後、インドネシアに渡り数チームを転々とし、2012年に帰国しシンガポール・ライオンズXIIに移籍した。帰国後最初のゴールは同年1月10日のケランタンFA戦であった。
2014年、バイハッキは四年契約でマレーシア・スーパーリーグ所属のジョホール・ダルル・タジムFCに移籍した。しかしながら、4月18日の試合以降は登録外となり、彼のポジションはマルコス・アントニオ・エリアス・サントスに取って代わられた。そして、5月にはライオンズXIIに再加入する事となった。彼の放出に際しては、ジョホール・ダルル・ダジムとの契約上、同チームと対戦しない事が義務付けられた
2015年にはマレーシア・プレミアリーグに所属するジョホール・ダルル・タクジムII FCに復帰し、残りの契約を熟している。
2018年はマレーシアのクアラルンプールFAでプレーする予定であったが、契約する直前になってタイ・リーグ1のムアントン・ユナイテッドFCからオファーが届き、同クラブと契約。しかし、加入してすぐにタイ・リーグ2のウドーンターニーFCにローンで放出され、そこで1年プレーした。
2019年1月11日、タイ・リーグ1のトラートFCと1年契約を結ぶ。
2020年1月4日、タイ・リーグカップ王者のPTプラチュワップFCに加入。
2020年6月14日、タンピネス・ローバースFCに移籍した。

## 代表歴
シンガポール代表としては2003年8月4日の対香港戦でデビューを果たしている。
2005年の東南アジアサッカー選手権や2007年の東南アジアサッカー選手権では優勝に貢献しており、特に2005年の選手権では主将としてU-23代表を率いた他、2007年の東南アジア競技大会ではチームで銅メダルを獲得している。2012年の東南アジアサッカー選手権ではタイ代表を下し優勝する時に得点を挙げている。
バイハッキは国際試合に100試合以上出場しており、その記念すべき100試合目は2013年9月に行われた中国代表との親善試合である。同年12月にはFIFAセンチュリークラブに登録された。

## 生活
バイハッキの父、カイザン・ムフドは彼が三歳の時に亡くなっている。また、姉と弟がいる。
バイハッキは2007年4月1日にシンガポールの客室乗務員であり、女優で歌手であるノルファサリーと結婚した。第一子である、ミカ・バジルは2009年4月24日に生まれ、第二子である、モザ・アリカは2011年4月に生まれている。
また、内装のデザインやリノベーションを請け負う企業を2013年4月に立ち上げている。また、その一年後には、温泉事業も開始している。

## キャリア

### 国際試合
国際試合での得点
| No. | 日附           | 場所                                         | 対戦相手     | 得点 | 結果 | 大会                         | 出典                    |
| --- | -------------- | -------------------------------------------- | ------------ | ---- | ---- | ---------------------------- | ----------------------- |
| 1.  | 2004年12月15日 | ハイフォン・ラックチャイ・スタジアム         | カンボジア   | 2–0  | 0–3  | 2004東南アジアサッカー選手権 | w:2004 AFF Championship |
| 2.  | 2008年12月9日  | ジャカルタ・ゲロラ・ブン・カルノ・スタジアム | インドネシア | 1–0  | 2–0  | 2008東南アジアサッカー選手権 |                         |
| 3.  | 2012年12月19日 | シンガポール・ジャラン・ベサール・スタジアム | タイ         | 3–1  | 3–1  | 2012東南アジアサッカー選手権 |                         |
| 4.  | 2014年11月13日 | シンガポール・イーシュン・スタジアム         | ラオス       | 1–0  | 2–0  | 親善試合                     |                         |
| 5.  | 2015年3月31日  | シンガポール・ジャラン・ベサール・スタジアム | グアム       | 2–2  | 2–2  | 親善試合                     |                         |

## タイトル

### クラブ
シンガポール・ライオンズXII
- マレーシア・スーパーリーグ: 2013

### 代表
シンガポール
- 東南アジアサッカー選手権: 2004, 2007, 2012
- 東南アジア競技大会 Bronze Medallist: 2007

### 個人
- Sリーグ最優秀新人賞: 2003
- マレーシアサッカー協会最優秀ディフェンダー賞: 2013[17]